# Rechelstein
Der Rechelstein ist ein 440,4 Meter hoher Berg im Pfälzerwald.

## Geographie

### Lage
Der Berg befindet sich größtenteils auf der Waldgemarkung der Stadt Dahn, jedoch weitab von deren Siedlungsgebiet. Lediglich ein Teil der Ostflanke gehört bereits zu Bruchweiler-Bärenbach. Unmittelbar östlich schließt sich das Schmalsteineck an. Weitere umliegende Berge sind der Kleine Eyberg im Norden, der Große Eyberg im Nordwesten und der Dretschberg im Südosten. An seinem Südostfuß entspringt der Wöllmersbach.

### Naturräumliche Zuordnung
1. Großregion 1. Ordnung: Schichtstufenland beiderseits des Oberrheingrabens
2. Großregion 2. Ordnung: Pfälzisch-saarländisches Schichtstufenland
3. Großregion 3. Ordnung: Pfälzerwald
4. Region 4. Ordnung (Haupteinheit): Wasgau
5. Region 5. Ordnung: Dahner Felsenland

## Natur
An seiner Ostflanke befindet sich der als Naturdenkmal eingestufte Napoleonsfels. Sein Name rührt daher, dass er optisch an Napoleon Bonaparte erinnern soll. Ein weiteres Naturdenkmal stellt der am Südosthang befindliche Schmalsteinfelsen dar.

## Infrastruktur
An seinem Osthang befindet sich die PWV-Hütte am Schmalstein und an seinem Nordosthang der Reinigshof sowie in dessen unmittelbarer Nähe die vom Deutschen Alpenverein betriebene Ludwigshafener Hütte.

## Tourismus
Über den Berg führen ein Wanderweg, mit einem gelben Punkt gekennzeichnet und von Fischbach über Dahn bis zum Kettrichhof verläuft und entlang seiner Ostflanke der Napoleonsteig. Die Tour 13 des Mountainbikepark Pfälzerwald passiert den Berg ebenfalls.